# Lutjanus semicinctus
Lutjanus semicinctus - conhecido por Maya-Maya em Língua tagalo -   é uma espécie de peixe nativa do Oceano Pacífico, entre o Tahiti e Filipinas. 